# Welfen-Kaserne (Weingarten)

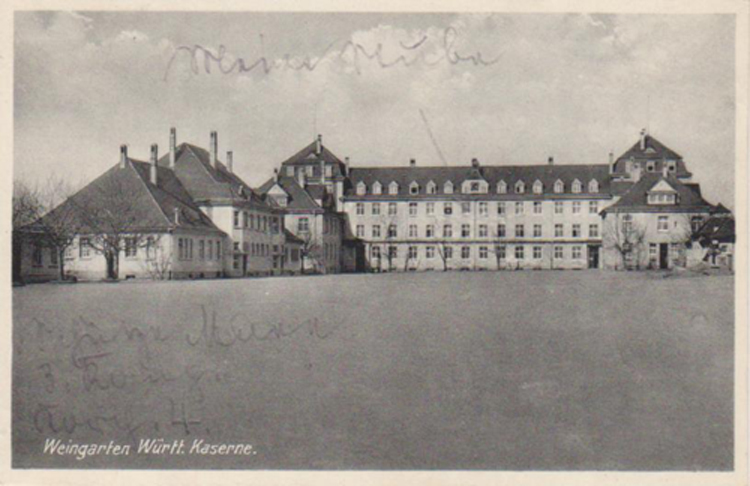
Ansichtskarte der Kaserne

Die Welfen-Kaserne in Weingarten (Baden-Württemberg) war eine 1912 für die Württembergische Armee fertiggestellte Liegenschaft der Bundeswehr und Sitz der Internationalen Fernspähschule. Zum 2. Juni 1997 zog die Schule ins 30 Kilometer nordwestlich gelegene Pfullendorf um, in das heute noch dort befindliche Ausbildungszentrum Spezielle Operationen. Daneben gab es in Weingarten noch die Argonnenkaserne.

## Lage
Die Kaserne befand sich nordöstlich des Zentrums von Weingarten. Die Truppenteile der beiden Weingartener Kasernen nutzten den Standortübungsplatz Nessenreben etwa einen Kilometer südostwärts der Kaserne, wo sich ebenfalls eine Standortschießanlage und bis 1975 auch ein Munitionslager im Wald unterhalb des Freibads befand. Bei Neuhaselhaus eineinhalb Kilometer ostwärts sollte eine Standortschießanlage errichtet werden.
Im westlichen Bereich zwischen Doggenriedstraße, Lazarettstraße und Briachstraße befanden sich Krankenhausanlagen für das Militärlazarett der Garnison Weingarten. In den 20er Jahren des 19. Jahrhunderts dienten sie v. a. als Versorgungskrankenhaus für lungenkranke ehemalige Soldaten. Diese Gebäude wurden nach dem Zweiten Weltkrieg für Behörden genutzt (z. B. Versorgungsamt Ravensburg) und gehören seit 2002 zur Hochschule Ravensburg-Weingarten bzw. Pädagogischen Hochschule Weingarten, u. a. mit einer Mensa. Die südlich davon gelegenen Mehrfamilienhäuser (Straßenzug Im Fischergarten) wurden bis 1975 als Wohngebäude für die Familien französischer Militärangehöriger verwendet und Ende der 70er Jahre zu Studentenwohnheimen umgebaut.
Die Dienstvilla des französischen Standortkommandanten befand sich ca. 1,5 Kilometer entfernt in der Lage Wildeneggstraße/Sechserweg.

## Benennung
Ursprünglich war die Kaserne als Maschinengewehr-Kaserne bekannt, weil die Maschinengewehr-Abteilung des 6. Württembergischen Regiments Nr. 124 in ihr untergebracht wurde.
Die Kaserne wurde später nach dem Adelsgeschlecht der Welfen benannt, die in Weingarten ihre Grablege haben.

## Geschichte
Ursprünglich wurde die Liegenschaft als Ergänzungsquartier (Fertigstellung ca. 1912) zur Kaserne im Klostergebäude Weingarten (sog. Schlossbaukaserne) geplant und als Maschinengewehr-Kaserne bezeichnet. Nach dem Ersten Weltkrieg zog 1921 zunächst eine Polizeieinheit ein, 1928 dann eine Polizeischulabteilung, die 1936 in den Streitkräften aufging.
Die Kaserne wurde ab 1945 von den französischen Streitkräften in Deutschland genutzt. 1956 zog das 5e régiment de hussards von Fritzlar kommend ein. Zu dieser Zeit trug die Kaserne den Namen Quartier Galliffet nach Général Gaston de Galliffet, Prince de Martigues (1830–1909), Kriegsminister in der Regierung Waldeck-Rousseau 1899–1900 während der Affäre Dreyfus.
Die Kommandeure des 5. Husarenregiments waren:
- General Savigny (1963–1965)
- General Fallois (1965–1967)
- General Perrin (1967–1969)
- Oberst Gouraud (1969–1971)
- Oberst Royer (1975–1976)

Nach der Verlegung des Regiments nach Stetten am kalten Markt und dem Abzug der Franzosen wurde die Kaserne der Bundeswehr übergeben und in Welfenkaserne umbenannt. Am 12. Juli 1979 wurde in Neuhausen ob Eck die Internationale Fernspähschule gegründet und zum 1. Mai 1980 nach Weingarten verlegt. Zum 2. Juni 1997 endete die militärische Nutzung der Kaserne mit der Verlegung der Schule nach Pfullendorf. Einige der teilweise denkmalgeschützten Gebäude wurden einer Wohnnutzung zugeführt, ein anderer Teil wird von der Hochschule Ravensburg-Weingarten genutzt.

## Dienststellen
Folgende Dienststellen waren während der Nutzung durch die Bundeswehr in der Kaserne stationiert:
- Internationale Fernspähschule
  - Stabsgruppe
  - I. Inspektion
  - II. Inspektion
  - Spezialstab ATV (Auswertung, Truppenversuche, Vorschriften)
- Fernspählehrkompanie 200 (bis zum 31. März 1993 Fernspähkompanie 200)
- Fernspähauswertekompanie (Geräteeinheit)

### ParaCross-Wettbewerb
Die zur Welfen-Kaserne gehörende Standort-Übungsanlage Nessenreben war von 1973 bis 1993 Schauplatz des Internationalen Fernspäh-Wettkampfes ParaCross, einem Wettbewerb mit verschiedenen Disziplinen wie Kleiderschwimmen, Gepäckmarsch, Zielpunkt-Fallschirmspringen etc., der später zum Ausbildungszentrum Spezielle Operationen wechselte.